# Vila Marie Sálové
Vila Marie Sálové je jednopatrový rodinný dům propojený s vilou Hypiusových a rodinným domem s projekční kanceláří firmy Fňouk-inženýr & Liska-architekt do společného celku ve Vrchlického ulici v Hradci Králové. Celý komplex navrhl architekt Oldřich Liska a v letech 1912–1913 realizoval stavitel Josef Fňouk. Na architektonickém návrhu je patrný vliv secese, dekorativismu a Kotěrovy architektury.

## Historie
Marie Sálová byla manželka učitele, která se zapojila do Liskova a Fňoukova investičního záměru na postavení třech rodinných vil ve Vrchlického ulici (čp. 537, 540 a 541) v Hradci Králové. Dům Marie Sálové (čp. 537) byl zbudován jako první a v trojici domů stojí uprostřed, domy po stranách byly přistavěny později.
Původní návrh fasády byl střídmější, spíš puristicky pojatý, dnešní fasáda je zdobená drobným rostlinným ornamentem (např. pod okny).

## Popis
V přízemí se kromě vestibulu nachází kuchyň, ložnice s koupelnou, prádelna a obývací pokoj. V prvním patře je dispozice analogická, pouze nad vestibulem je pokoj pro dceru majitelky, s nápadným arkýřem nad vstupními dveřmi.  Kromě arkýře jsou zajímavými prvky fasády také římsy (zejména korunní římsa je velmi výrazná) nebo ostrohranné lizény mezi okny v prvním patře.

## Zajímavost
Oldřich Liska navrhoval vilu Marie Sálové v době, kdy společně s architektem Vladimírem Fultnerem pracoval také na vile Čerychových v Jaroměři. Zřejmě pod vlivem Fultnera, kterého v letech 1912–1913 oslovil kubismus, navrhl Liska do fasády vily Marie Sálové i kubistické prvky.